# Ndut jezik
Ndut jezik (ISO 639-3: ndv; isto i ndoute), atlantski jezik nigersko-kongoanske porodice kojim govori oko 38 600 ljudi (2007) u Senegalu. Etnička grupa koja govori ovaj jezik sama sebe naziva Ndut.
S jezicima laalaa [cae], noon [snf], palor [fap] i saafi-saafi [sav], svi iz Senegala, čini canginsku podskupinu sjevernoatlantskih jezika.

## Vanjske poveznice
- Ethnologue (14th)
- Ethnologue (15th)
- The Ndut Language